# Leigh Harline
Leigh Harline (Salt Lake City, 26 de marc de 1907 – Long Beach, 10 desembre de 1969) va ser un compositor de cançons i bandes sonores de pel·lícules estatunidenc. Va començar la seva carrera al cinema en els estudis de Walt Disney on va compondre nombroses peces algunes de les quals per a les Silly symphonies. En col·laboració amb Frank Churchill, Larry Morey, i Paul J. Smith, Harline va realitzar la banda sonora de La Blancaneus i els set nans (essent responsable de cançons com “I'm Wishing”, “Whistle While You Work”, “Heigh Ho" i “Some Day My Prince Will Come”) i un any després en col·laboració amb Ned Washington i Paul J. Smith, de la de Pinotxo amb la qual van guanyar l'Oscar a la millor banda sonora aquell any i millor cançó original ("When You Wish upon a Star").
Harline va abandonar l'estudi Disney el 1941 per compondre per altres estudis. Entre les bandes sonores compostes per ell es poden esmentar: You were never lovelier (1942) nominada a l'Oscar a la miller banda sonora, The more the merrier (1943), Government girl (1943), Tender comrade (1943), Road to Utopia (1945), Johnny Angel (1945), The bachelor and the Bobby-soxer (1947), The boy with green hair (1948), Every girl should be married (1948), The big steal (1949), That's my boy (1951), His kind of woman (1951), Monkey business (1952), Pickup on South Street (1953), Broken Lance (1954), Good morning, Miss Dove (1955), The last frontier (1955), The enemy below (1957), Warlock (1959), These thousand hills (1959) o El meravellós món dels germans Grimm (1962).

## Premis i reconeixements

### Premis Oscar
1940 Oscar a la millor banda sonora per Pinotxo
1940 Oscar a la millor cançó original per When You Wish upon a Star de la pel·lícula Pinotxo

### Nominacions als Oscar
1937 Oscar a la millor banda sonora per Snow White and the Seven Dwarfs
1942 Oscar a la Millor banda sonora per You Were Never Lovelier
1943 Oscar a la Millor banda sonora per The Sky's the Limit
1962 Oscar a la Millor banda sonora per El meravellós món dels germans Grimm

## Filmografia parcial

### Curts d'animació
- The Grasshopper and the Ants (1934)
- The Band Concert (1935)
- Pantry Pirate (1940)
- The art of self defense (1941)
- Donald's Dilemma (1947)

### Pel·lícules llarga durada
- Snow White and the Seven Dwarfs (1937)
- Blondie (1938)
- Blondie meets the boss (1939)
- Pinotxo (1940)
- So you won't talk (1940)
- You Were Never Lovelier (1942)
- The Lady has Plans (1942)
- Whispering Ghosts (1942)
- The Pride of the Yankees (1942)
- They Got Me Covered (1943)
- Sweet Rosie O'Grady (1943)
- The More the Merrier (1943)
- Margin for error (1943)
- The Sky's the Limit (1943)
- Government Girl (1943)
- Tender Comrade (1943)
- A Night of Adventure (1944)
- Music in Manhattan (1944)
- Heavenly Days (1944)
- What a Blonde (1945)
- El cel de la Xina (China Sky) (1945)
- The Brighton Strangler (1945)
- Isle of the Dead (1945)
- First Yank Into Tokyo (1945)
- L'home era viu (Man Alive) (1945)
- Johnny Angel (1945)
- Road to Utopia (1946)
- Till the End of Time (1946)
- Nocturne (1946)
- From This Day Forward (1946)
- The Truth About Murder (1946)
- Crack-Up (1946)
- Child of Divorce (1946)
- Lady Luck (1946)
- Beat the band (1947)
- The Farmer's Daughter (1947)
- The Bachelor and the Bobby-Soxer (1947)
- A likely story (1947)
- Lluna de mel (Honeymoon) (1947)
- Tycoon (1947)
- The Miracle of the Bells (1948)
- The Boy with Green Hair (1948)
- They Live by Night (1948)
- Mr. Blandings Builds His Dream House (1948)
- Every Girl Should Be Married (1948)
- It Happens Every Spring (1949)
- The Big Steal (1949)
- The Woman on Pier 13 (1949)
- Perfect Strangers (1950)
- My friend Irma goes west (1950)
- The Happy Years (1950)
- The Company She Keeps (1951)
- That's my boy (1951)
- Double Dynamite (1951)
- His Kind of Woman (1951)
- I Want You (1951)
- Em sento rejovenir (1952)
- My wife's best friend (1952)
- Pickup on South Street (1953)
- The Desert Rats (1953)
- Pickup on South Street (1953)
- Money from Home (1953)
- Vicki (1953)
- Broken Lance (1954)
- Susan Slept Here (1954)
- Black Widow (1954)
- The Girl in the Red Velvet Swing (1955)
- House of Bamboo (1955)
- La frontera final (1955)
- Good Morning, Miss Dove (1955)
- The Bottom of the Bottle (1956)
- Teenage Rebel (1956)
- The Girl Can't Help It (1956)
- 23 Paces to Baker Street (1956)
- The True Story of Jesse James (1957)
- The Wayward Bus (1957)
- The Enemy Below (1957)
- No Down Payment (1957)
- Ten North Frederick (1958)
- Man of the West (1958)
- The Remarkable Mr. Pennypacker (1959)
- Holiday for Lovers (1959)
- Warlock (1959)
- These Thousand Hills (1959)
- Visit to a Small Planet (1960)
- The Facts of Life (1960)
- The Honeymoon Machine (1961)
- El meravellós món dels germans Grimm (The Wonderful World of the Brothers Grimm) (1962)
- 7 Faces of Dr. Lao (1963)
- Strange Bedfellows (1965)
- Guns of Diablo (1965)